# Malinauka (rejon homelski)
Malinauka (biał. Малінаўка; ros. Малиновка, Malinowka) – osiedle na Białorusi, w obwodzie homelskim, w rejonie homelskim, w sielsowiecie Ciareniczy.